# Potnia Theron
Potnia Theron (stari grčki: [hɛː pót.ni.a tʰɛː.rɔ ̂ ]) ili Gospodarica životinja široko je rasprostranjeni motiv u drevnoj umjetnosti iz mediteranskog svijeta i drevnog Bliskog istoka, prikazujući središnju ljudsku ili čovjekoliku žensku figuru koja drži dvije životinje, po jednu sa svake strane. Iako veze između slika i koncepata u različitim drevnim kulturama ostaju vrlo nejasne, takve slike često naziva grčkim izrazom Potnia Theron, bez obzira na kulturu podrijetla.
Homer taj izraz prvi put koristi kao deskriptor Artemide i često se koristi za opisivanje ženskih božanstava povezanih sa životinjama. Riječ Potnia, što znači ljubavnica ili dama, bila je mikenska grčka riječ koju je naslijedio klasični grčki, s istim značenjem, srodna sanskrtskom patnī.
Najstariji takav prikaz, Sjedeća žena iz Çatal Höyüka, skulptura je od gline iz Çatal Höyüka u modernoj Turskoj, izrađena oko 6000 godina pne. Ovaj je motiv češći u kasnijoj bliskoistočnoj i mezopotamskoj umjetnosti s muškim likom, zvanim Gospodar životinja.
Homerov spomen Potnije Theron odnosi se na Artemidu; Walter Burkert opisuje ovo spominjanje kao "dobro utvrđenu formulu". Za božanstvo tipa Artemida, "Gospodaricu životinja", često se pretpostavlja da je postojalo u pretpovijesnoj religiji i često se naziva Potnia Theron, a neki znanstvenici postavljaju vezu između Artemide i božica prikazanih u minojskoj umjetnosti.
Rani primjer talijanske Potnia theròn nalazi se u Museo civico archeologico di Monte Rinaldo u Italiji: tanjur ilustrira božicu koja nosi dugu haljinu i drži se za ruke s dvije lavice.

U Eneidi Vergilije spominje da je unutar Psihrine špilje na Kreti živjela božica Kibela čiju su kočiju vukla dva lava.
- Artemis Orthia u uobičajenom stavu Potnije Theron na Ex-voto bjelokosti, (Nacionalni arheološki muzej u Ateni)
- Hipotetski obnova Artemida kao ljubavnica životinja, Paroska keramika, 675-600 pr. Kr.
- Minojska božica s dvije lavice (vrsta se prepoznaje po čupavim repovima)